# Neil Adams
Neil Adrian Adams (* 27. září 1958 Rugby, Spojené království) je bývalý britský zápasník–judista anglické národnosti, stříbrný olympijský medailista z roku 1980 a 1984.

## Sportovní kariéra
S judem začínal v 7 letech v Coventry společně se svým starším bratrem Chrisem pod vedením svého otce Cyrila. V 16 letech se přesunul za lepšími tréninkovými podmínkami do Londýna, kde se připravoval s předními britskými judisty té doby v klubu Budokwai — Brian Jacks, David Starbrook a další.
V britské seniorské reprezentaci se prosazoval od roku 1977 v lehké váze do 71 kg. V roce 1980 startoval v lehké váze na olympijských hrách v Moskvě a prohrál ve finále se svým rival Italem Ezio Gambou na praporky rozhodčích (hantei). Získal stříbrnou olympijskou medaili. Po olympijských hrách přestoupil do polostřední váhy do 78 kg, ve které patřil v první polovině osmdesátých let do absolutní světové špičky.
V roce 1984 startoval za neúčasti sportovců z východního bloku na olympijských hrách v Los Angeles, kde ho ve finále vyzval západní Němec Frank Wieneke. Němec měl jeho judo dobře nastudované, úspěšně odrazil všechny jeho nástupy. Před koncem mu pomalu docházely síly čehož Wieneke využil, rozhodil ho levou uči-matou a v kombinaci s technikou seoi-nage spadl na ippon. Získal druhou stříbrnou olympijskou medaili. S reprezentací se rozloučil v roce 1986. V roce 1988 se však připravil na olympijské hry v Soulu, ale nepostoupil přes druhé kolo olympijského turnaje. Vzápětí ukončil sportovní kariéru.
Po skončení sportovní kariéry se věnuje trenérské práci. Vedl britskou a později belgickou judistickou reprezentaci. Jeho hlas je dobře znám z komentování judistických turnajů olympijských her, mistrovství světa a Evropy. Patří za jednoho z největších expertů na moderní sportovní judo.
Neil Adams byl pravoruký, komplexně vybavený judista. Jeho osobní technikou v postoji bylo pravé tai-otoši a levé seoi-nage, v boji na zemi převládaly techniky páčení a škrcení.

## Výsledky
| Turnaj             | 1977       | 1978       | 1979       | 1980       | 1981             | 1982             | 1983             | 1984             | 1985             | 1986             | 1987             | 1988             |
| Turnaj             | 19         | 20         | 21         | 22         | 23               | 24               | 25               | 26               | 27               | 28               | 29               | 30               |
| Turnaj             | lehká váha | lehká váha | lehká váha | lehká váha | polostřední váha | polostřední váha | polostřední váha | polostřední váha | polostřední váha | polostřední váha | polostřední váha | polostřední váha |
| ------------------ | ---------- | ---------- | ---------- | ---------- | ---------------- | ---------------- | ---------------- | ---------------- | ---------------- | ---------------- | ---------------- | ---------------- |
| Olympijské hry     |            |            |            | 2.         |                  |                  |                  | 2.               |                  |                  |                  | úč.              |
| Mistrovství světa  |            |            | 3.         |            | 1.               |                  | 2.               |                  | 3.               |                  | —                |                  |
| Mistrovství Evropy | 3.         | 3.         | 1.         | 1.         | 5.               | 3.               | 1.               | 1.               | 1.               | —                | —                | —                |

## Rady
Vysvětlení provedení techniky tai-otoši.
V rozhovoru s malým judistou odpověděl na otázku co je nejdůležitější proto stát se špičkovým sportovním judistou: za prvé je nutné najít dobrého učitele (senseie), věnovat se technice a teprve potom se soustředit na fyzickou přípravu.
Na otázku co je lepší jestli judo nebo brazilské jiu-jitsu odpověděl, že jeho snahou jako judisty bylo pilovat techniku v postoji i na zemi, že judo v tomto směru nabízí určitou rovnováhu na rozdíl od brazilského jiu-jitsu, které se soustředí výhradně na boj na zemi. Taky podotknul, že většina sportovních judistů se soustředí nebo na boj na zemi nebo se boji na zemi zcela vyhýbá a tím tuto rovnováhu porušuje. (rovnováha je jednou ze základních myšlenek asijské filosofie, asijských bojových umění).